# Sveriges största singel
Sveriges största singel är ett musikalbum som såldes till singelpris och gavs ut 1980 av Mistlur. Skivan innehåller spår av blandade artister, mestadels punkmusik.

## Låtlista
1. Tyst för fan - Ebba Grön
2. Vad ere för fel på mej - Nerv
3. Howrah - Calcutta Transfer
4. När vi ändå är här - Kriget
5. Svensson - Bröderna Grymm
6. Hon älskar honom - Travolta Kids
7. Den ljuva ungdomen - Skabb
8. 7'38" - Mörbyligan
9. Ge mig din heta längtan - Hela Baletten
10. Train Blues - Blue Fire
11. Husfaderns bekymmer - Dagens ungdom
12. Quebec - Thomas Almqvist
13. Bön till en arbetare - Cantalucha
14. Barkbåtsfärden - Bildcirkus
15. Lätta liljeklockor - Lena Ekman